# Polens president
Republiken Polens president (polska: Prezydent Rzeczypospolitej Polskiej, kortform: Prezydent RP) är Polens statsöverhuvud. Presidentens rättigheter och skyldigheter regleras i Polens konstitution. Ämbetet har funnits sedan den 14 december 1922, med undantag för perioden 1952–1989.
Presidenten har, tillsammans med ministerrådet (regeringen), den verkställande makten och utser premiärministern som sedan måste godkännas av sejmen. Presidenten har, i vissa fall, rätt att upplösa parlamentet, till exempel när det misslyckats med att bilda ett ministerråd eller anta en statsbudget. Presidenten kan även lägga in sitt veto mot ett lagförslag som då endast kan antas med en kvalificerad majoritet i sejmen. Presidenten kan även kräva att ett lagförslags förenlighet med konstitutionen ska granskas av polska grundlagsdomstolen.
På det utrikespolitiska området är presidenten landets främsta representant och den som ratificerar internationella avtal. I sin egenskap av överbefälhavare för Polens väpnade styrkor har presidenten också särskilda befogenheter på det försvarspolitiska området. Presidenten utnämner även ambassadörer och generaler. 
Presidenten väljs genom direkt val av det polska folket för en mandatperiod på fem år. Om ingen kandidat erhåller mer än hälften av rösterna i första valomgången sker en andra valomgång mellan de två kandidater som fått flest röster. Presidenten kan väljas om en gång. För att kunna delta i ett presidentval måste kandidaten vara polsk medborgare, minst 35 år gammal och ha insamlat 100 000 signaturer till stöd för sin kandidatur.  
Om en president skulle vara förhindrad att utföra sina uppgifter utses talmannen för Sejmen i första hand och talmannen för Senaten i andra hand till tillförordnad president. Det inträffade i april 2010 när president Lech Kaczyński omkom i en flygolycka och Sejmens talman Bronisław Komorowski utnämndes till tillförordnad president. Den senare har samma befogenheter som en ordinarie president med undantag av att han eller hon inte kan upplösa parlamentet.

## Historik
Under de kommunistiska åren var presidentposten formellt avskaffad från 1952 och ersatt med ett kollektiv organ som kallades statsråd (på samma sätt som i exempelvis Östtyskland, se Östtysklands statsråd). En individuell presidentpost återinfördes under demokratiseringsreformerna 1989, även om den förste presidenten blev kommunisten Wojciech Jaruzelski.

## Lista över Polens presidenter

### Andra polska republiken(1922–1939)
- 14 december–16 december 1922: Gabriel Narutowicz (mördad)
- 16 december–20 december 1922: Maciej Rataj
- 20 december 1922–14 maj 1926: Stanisław Wojciechowski (avgick på grund av statskupp)
- 14 maj 1926–30 september 1939: Ignacy Mościcki

### Polska exilregeringen(1939–1990)
- 30 september 1939–6 juni 1947: Władysław Raczkiewicz
- April 1947–april 1972: August Zaleski
- 9 april 1972–april 1979: Stanisław Ostrowski
- Mars 1979–8 april 1986: Edward Raczyński
- 8 april 1986–19 juli 1989: Kazimierz Sabbat
- 19 juli 1989–22 december 1990: Ryszard Kaczorowski (avgick efter att Lech Wałęsa svurits in som tredje republikens president)

### Republiken Polen (1947–1952)
- 5 februari 1947–22 juli 1952: Bolesław Bierut

### Folkrepubliken Polen(1952–1989)
- 19 juli–31 december 1989: Wojciech Jaruzelski

### Tredje polska republiken (från1990)
- 1 januari–21 december 1990: Wojciech Jaruzelski
- 22 december 1990–23 december 1995: Lech Wałęsa
- 23 december 1995–23 december 2005: Aleksander Kwaśniewski
- 23 december 2005–10 april 2010: Lech Kaczyński
- 10 april–6 augusti 2010: Bronisław Komorowski (tillförordnad)
- 6 augusti 2010 - 6 augusti 2015: Bronisław Komorowski
- 6 augusti 2015 - 6 augusti 2025: Andrzej Duda Sedan 6 augusti 2025: Karol Nawrocki

### Fotnoter
1. ↑  ”World Statesmen”. http://www.worldstatesmen.org/Poland.htm. Läst 25 juni 2011.